# Arbas
Arbas är en kommun i departementet Haute-Garonne i regionen Occitanien i södra Frankrike. Kommunen ligger i kantonen Aspet som tillhör arrondissementet Saint-Gaudens. År 2022 hade Arbas 285 invånare.

## Befolkningsutveckling
Antalet invånare i kommunen Arbas
Referens:INSEE